# Абердинский испытательный полигон
Аберди́нский испыта́тельный полиго́н (англ. Aberdeen Proving Ground) — полигон в США, округ Харфорд, штат Мэриленд, на берегу Чесапикского залива, в окрестностях Абингдона.
Старейший испытательный полигон Сухопутных войск США.

## История

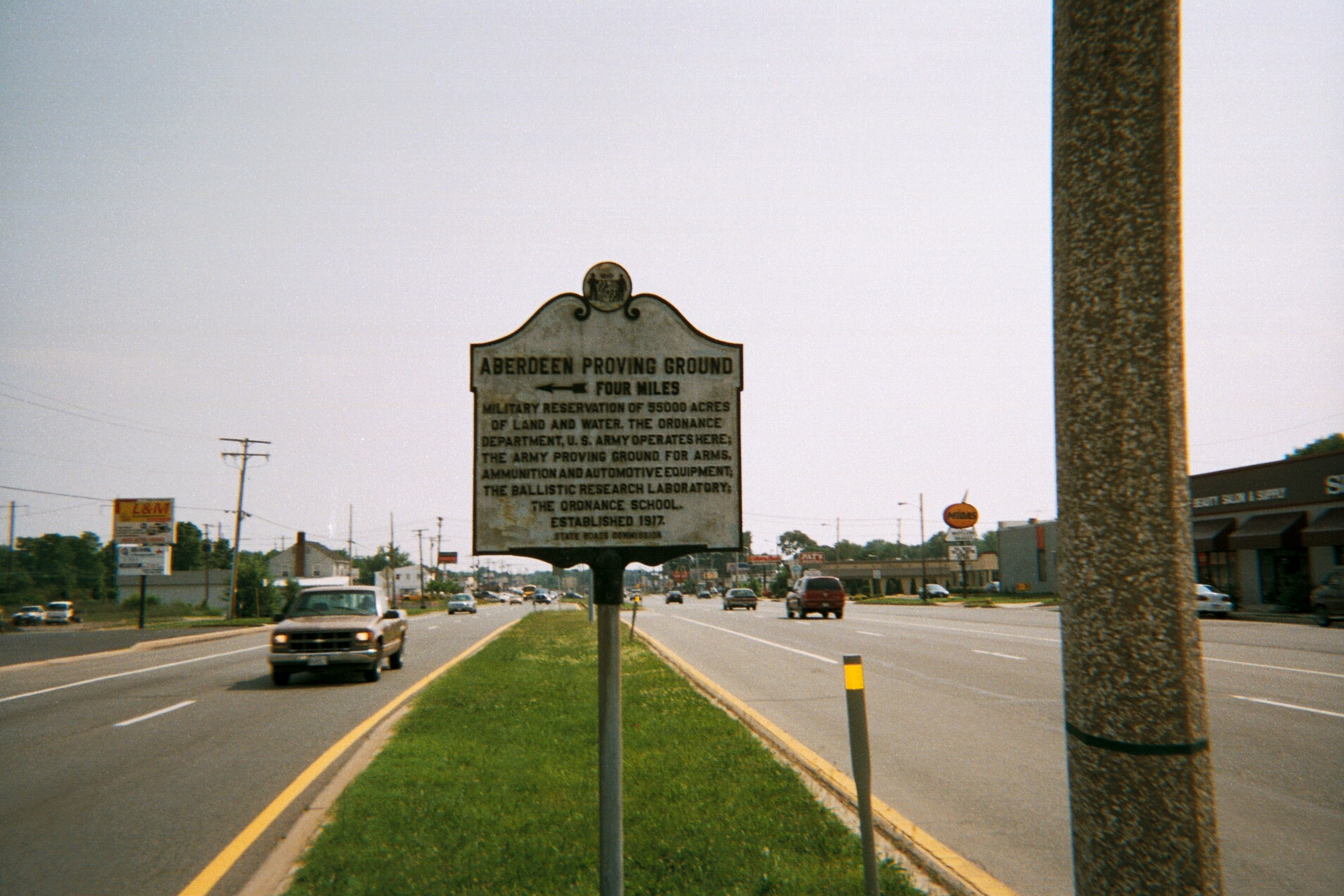
Мемориальный указатель Абердинского испытательного полигона на разделительной полосе шоссе № 40

Полигон был создан в 1917 году после вступления США в Первую мировую войну. Занимает территорию 29,3 тыс. га. Географически разделён рекой Буш на две зоны: северный абердинский район и южный эджвудский (арсенальный). Сюда подходят железнодорожные пути, есть взлётно-посадочная полоса. На базе постоянно работают свыше 11 тыс. человек военного и гражданского персонала (2003). Здесь располагается крупнейшее (из пяти) отделение Лаборатории сухопутных войск США (англ. Army Research Laboratory, сокр. ARL) — ведущего центра Министерства обороны США по организации и проведению фундаментальных и прикладных исследований в интересах обеспечения сухопутных войск ключевыми технологиями и аналитическими исследованиями. Получил прозвище «Дом артиллерии» (англ. Home of Ordnance). На территории базы находится Артиллерийско-технический музей (англ. Ordnance Museum) — большая коллекция орудий и другой техники под открытым небом и в выставочных залах.

## Edgewood Arsenal
Район Эджвуда использовался для разработки и испытаний боеприпасов с отравляющими веществами. С 1917 года по настоящее время в районе Эджвуда проводились программы химических исследований, производились химические вещества, а также тестировались, хранились и утилизировались токсичные материалы.
Хотя гражданские подрядчики производили большую часть обычных боеприпасов для Первой мировой войны , правительство Соединенных Штатов построило на Абердинском испытательном полигоне федеральные заводы по производству токсичного газа. Эти предприятия по производству ядовитых газов стали известны как Эджвудский арсенал. Эджвудский арсенал включал в себя заводы по производству горчичного газа, хлорпикрина и фосгена, а также отдельные предприятия по снаряжению артиллерийских снарядов.с этими химическими веществами.
Производство началось в 1918 году, достигло 2500 тонн в месяц и составило 9813 тонн токсичного газа, произведенного в Edgewood Arsenal до перемирия в ноябре 1918 года. Часть этого газа была отправлена за границу для использования во французских и британских артиллерийских снарядах.
Площадь Эджвуда на Абердинском испытательном полигоне составляет примерно 13 000 акров (5300 га) или 52,6 км².